# Pedro Meyer Fernández
Pedro Meyer Fernández (Madrid, 2 d'octubre de 1948) és un periodista espanyol.
Després d'estudiar Periodisme i Sociologia, inicia la seva trajectòria professional en 1969, any en què s'incorpora a Ràdio Nacional d'Espanya i Televisió espanyola. En aquest últim mitjà s'especialitza, en un primer moment, en programes infantils com La Casa del Reloj (1971-1974) o La cometa naranja (1974). Anteriorment, però, havia debutat com a actor de teatre amb la sèrie ¿Es usted el asesino? (1967).
En 1977 s'integra en els serveis informatius de TVE, i comença a presentar Telediario (fou presentador de la segona edició de 1978 a 1983) i intervé en altres espais de debat polític com Opinión Pública (1978), Café de Redacción (1979) i La víspera de nuestro tiempo (1982). Entre 1985 i 1987, a més, col·labora en el programa d'emissió simultània en tots els països de parla hispana Punto de encuentro.
Paral·lelament, a la ràdio col·labora en espais com Protagonistas, Caravana de amigos o Peninsular Hora Cero.
Entre 1987 i 1991 s'aparta de la pantalla i de les ones, per a exercir de Subdirector General de Comunicació Social amb categoria d'Assessor Executiu en el Ministeri de Defensa d'Espanya.
A la seva sortida de l'Administració, torna a RNE, i participa com a editor en els programes De tarde en tarde (1991-1992), 24 horas (1992-1993), España a las ocho (1993-1996) i Siete días (1996-1998).
Entre 1998 i 2000 assumeix el càrrec de Cap de l'Àrea de Local de RNE. En 2000 es posa al capdavant del programa Emprendedores, que continua presentant i dirigint. Des de maig de 2004 fins a 2007 va ser Director de Programes i Emissions de RNE. En 2007 deixà TVE i s'ha dedicat a la consultoria privada.